# Benito Francisco Duruelo
Benito Francisco Duruelo (Rueda, Valladolid 1634, Madrid, Convent de San Martín 1637) va ser un mestre de capella castellà.
Procedent del Monasterio de las Huelgas (Burgos) quan va ser anomenat mestre de capella de la Catedral de Salamanca el 20 de novembre de 1634. Es va haver d'incorporar a les seves funcions immediatament degut a la proximitat amb Nadal. Un cop passat Nadal li van concedir un permís per anar a Burgos a Componer sus cossas amb l'obligació de tornar per les festes de la Candelera. Li van donar 200 reals de su prebenda per al viatge i mentre era fora Gregoria Hernández es va fer càrrec de l'escolania.
Un cop abandonat Burgos, va aprofitar per marxar el 1637 per a fer de frare a Sahagún.
També va substituir a la cort a Carlos Patiño. Va morir a Madrid al convent de San Martin.
A la Catedral de Salamanca podem trobar una nadala a tres veus: Redentor de mi vida. Va gaudir de molta fama i va tocar diversos cops davant Felip IV.